# Hothanakatte, Shikarpur
Hothanakatte là một làng thuộc tehsil Shikarpur, huyện Shimoga, bang Karnataka, Ấn Độ.